# 廣州市第七中學東山學校
廣州市第七中學東山學校，前身為廣州市五羊中學，是位於廣州市越秀區五羊新城的一所初中三年全日制中學。创办于1986年，是为五羊小区配套而设立的一所中学，历史上曾是一所兼有初中和职中的完全中学。学校占地11500米，建筑面积84500平方米，有一个标准的200米环形跑道和有4个标准的篮球场和一个网球场的运动区。
2021年4月29日，广州市第七中学托管五羊中学，新校名为广州市第七中学东山学校。 （页面存档备份，存于）

## 辦學規模
校园占地面积11500平方米，建筑面积8480.8平方米,按三十个教学班规模兴建。学校有一个200米环形跑道、120米直道、4个篮球场、2个排球场、1个网球场的橡胶运动场。

## 學校榮譽
2004年被评为广州市绿色学校；2005年被评为广州市学校民主管理工作三星级单位，广州市人防教育先进单位，广州青少年科技教育活动先进集体；2006年晋升为“广州市一级学校”。